# Marmosa andersoni
Marmosa andersoni is een opossum uit het geslacht Marmosa die voorkomt in Peru. De soort is bekend van zeven exemplaren uit drie verschillende locaties in tropisch laaglandregenwoud in het zuidelijke departement Cusco. M. andersoni werd beschreven als de enige soort van het ondergeslacht Stegomarmosa; aan welke andere opossums deze soort verwant is, is nog niet duidelijk. Het dier, een middelgrote opossum, wordt onder andere gekenmerkt door een rij lange borstels aan de onderkant van de staart en door enkele kenmerken van de schedel.

## Taxonomische geschiedenis
Het eerste en gedurende lange tijd het enige exemplaar (FMNH 84252) van M. andersoni werd in 1954 door C. Kalinowski gevangen in het departement Cusco. Op basis van dit exemplaar beschreef de Amerikaanse bioloog Ronald Pine in 1972 in het Journal of Mammalogy de nieuwe soort Marmosa andersoni, die hij als de enige soort van het nieuwe ondergeslacht Stegomarmosa classificeerde. Pine gaf de soortnaam andersoni ter ere van de bioloog Sydney Anderson; de oorsprong van de naam Stegomarmosa werd niet gegeven. In die tijd had Marmosa, dat toen een veel bredere definitie had dan nu, twee ondergeslachten: het ondergeslacht Marmosa omvatte de huidige geslachten Marmosa, Micoureus, Marmosops en Tlacuatzin en Thylamys omvatte het huidige Gracilinanus, Cryptonanus, Chacodelphys en Thylamys. Latere auteurs beschouwden M. andersoni echter over het algemeen als een nauwe verwant van Marmosa in strikte zin, hoewel sommigen het ondergeslacht Stegomarmosa bleven erkennen.
In 2001 verscheen echter een artikel van Sergio Solari en anderen over de zoogdieren van de regio Urubamba in Peru, waarin nieuwe exemplaren van M. andersoni genoemd werden en Stegomarmosa als apart geslacht werd erkend. Twee jaar later werd M. andersoni in het boek Marsupiales, Cenolestídos e Insectívoros de Colombia genoemd als lid van de Colombiaanse fauna en daarnaast gerapporteerd van twee locaties in Noord-Peru; het is echter niet duidelijk waar deze informatie op gebaseerd is, zodat de schrijvers van een later artikel over M. andersoni de aanwezigheid van het dier in Colombia en Noord-Peru als niet aangetoond beschouwden, hoewel ze de mogelijkheid dat de verspreiding van M. andersoni werkelijk zo groot is niet uitsloten.
Solari en anderen hadden hun rapportage van M. andersoni gebaseerd op zes exemplaren, twee volwassen vrouwtjes en vier juvenielen. De zes waren op twee plaatsen in Cusco gevangen. De eerste locatie had de vier juvenielen (MUSM 14151-14153 en USNM 582777) en een vrouwtje (MUSM 14154) opgeleverd, op de andere locatie was het tweede vrouwtje (MUSM 14155) gevangen. De juvenielen, die oorspronkelijk als Gracilinanus agilis werden geïdentificeerd, werden in november 1997 met de hand gevangen, de vrouwtjes in augustus en november 1998, respectievelijk in een val (MUSM 14154) en door een inlandse gids (MUSM 14155). Pas in 2008 verscheen een artikel van Solari en Pine in Zootaxa dat de nieuwe exemplaren uitgebreider behandelde. Zij identificeerden alle genoemde exemplaren als M. andersoni en vatten de informatie samen die door de nieuwe exemplaren over M. andersoni bekend is geworden. Ze bleven M. andersoni in Marmosa plaatsen, hoewel ze suggereerden dat Stegomarmosa later als een apart geslacht zou kunnen worden erkend.

## Beschrijving
| Maat                  | FMNH 84252 | MUSM 14154 | MUSM 14155 | Juvenielen |
| --------------------- | ---------- | ---------- | ---------- | ---------- |
| Totale lengte (mm)    | n.a.       | 317        | 300        | 182-195    |
| Kop-romplengte (mm)   | n.a.       | 124        | 125        | n.a.       |
| Staartlengte (mm)     | 181        | 193        | 175        | 102-110    |
| Achtervoetlengte (mm) | 20,3       | 20         | 22         | 15-18      |
| Oorlengte (mm)        | 16,9       | 20         | 20         | 14-16      |
| Gewicht (g)           | n.a.       | 28         | 38         | 9          |

Marmosa andersoni is een middelgrote opossum. De lange, zachte rugvacht is loodkleurig, met bruine punten; aan de onderkant van het lichaam is het dier vuilwit van kleur, met korte, witte, wollige vacht bij de melkklieren. Het dier heeft duidelijke zwarte oogringen. De wangen en de keel zijn crèmekleurig. Achter de neus zit een lichte geelbruine vlek. De doorzichtige oren zijn grijsbruin. Ze lijken naakt, maar bevatten kleine haren die aan de buitenkant bruin en aan de binnenkant wit zijn. De vibrissae op het gezicht zijn meestal zwart, maar soms wit; die op de keel en de pols zijn altijd wit. De lange staart is tweekleurig. Alleen bij de wortel is de vacht zacht. Aan de bovenkant bevat de staart donkerbruine stekels, die naar de punt toe steeds langer worden; de onderkant bevat zowel donkere als lichte borstels, die naar de punt toe langer, slanker en lichter (zilverwit) worden. Vrouwtjes hebben negen mammae op het achterlijf (vier aan de twee zijkanten en een in het midden). Er zijn geen moleculaire gegevens bekend over M. andersoni.
De kenmerken op basis waarvan het aparte ondergeslacht Stegomarmosa werd beschreven zijn kenmerken van de schedel: het zeer grote uitsteeksel op de frontaal; het smalle interorbitale gebied; het contact tussen de eerste valse kies en de hoektand in de onderkaak; en nog enkele kenmerken.

## Verspreiding en ecologie
Marmosa andersoni is tot nu toe van drie locaties bekend die dicht bij elkaar in het departement Cusco liggen, aan de oostelijke voet van de Andes: bij de haciënda Villa Carmen in de Cosñipatavallei (12°52’ZB, 71°15’WL; 600 m hoogte; een exemplaar, FMNH 84252); de bron Cashiriari 3 in Camisea in La Convención (11°52’ZB, 72°39’WL; 694 m; vijf exemplaren, MUSM 14151-14154 en USNM 582777); en de bron San Martin 3, eveneens in Camisea (11°47’ZB, 72°42’WL; 474 m; een exemplaar, MUSM 14155). De locaties bevinden zich in tropisch laaglandregenwoud; er is ook terra firme. Het gebied is niet door menselijke activiteiten verstoord. Bij Villa Carmen werden ook Marmosa rubra, Marmosops impavidus en Marmosops bishopi gevonden; de twee locaties in Camisea leverden ook Didelphis marsupialis, Gracilinanus cf. agilis, Hyladelphys kalinowskii, Marmosa quichua, Marmosops noctivagus, Metachirus nudicaudatus, Micoureus demerarae, Monodelphis emiliae en Monodelphis peruviana op. In de omgeving werden in totaal 17 opossums gevonden, een van de meest diverse opossumfauna's ter wereld.

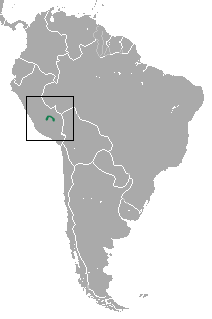
Verspreidingsgebied

Over het gedrag en de voortplanting van het dier is nauwelijks iets bekend. Het exemplaar MUSM 14154, dat aan het einde van augustus werd gevangen, droeg vijf 11 mm lange jongen. De vier juveniele exemplaren klommen rond in een bamboebosje toen ze gevangen werden. Geen enkel exemplaar werd meer dan 3 m boven de grond gevangen; sommige kenmerken suggereren dat M. andersoni minder dan andere opossums in bomen leeft.
De voormalige IUCN-status van dit dier is "kritiek" (CR) op basis van onder andere een verspreidingsgebied dat slechts een locatie omvat en een duidelijke afname van de populatie; Solari en Pine schrijven dat ze op basis van hun nieuwe gegevens niet in staat zijn de beschermingsstatus van de soort te beoordelen. De huidige IUCN-status "Onzeker" is daarmee in overeenstemming.

## Verwantschappen
Pine schreef in zijn oorspronkelijke beschrijving dat M. andersoni nauwer verwant was aan het ondergeslacht Marmosa dan aan het ondergeslacht Thylamys (beide waren indertijd groter dan nu; zie boven). De meeste latere auteurs zagen meer verwantschap met de "murina-groep", die ongeveer overeenkomt met het huidige geslacht Marmosa; toen de andere geslachten als Thylamys en Micoureus van Marmosa werden gescheiden, bleef M. andersoni dan ook achter. Marmosa blijkt in deze striktere definitie op basis van morfologie echter nog steeds parafyletisch te zijn ten opzichte van alle andere Didelphinae. In de eerste cladistische onderzoeken van Voss en anderen naar de opossums die in de eerste jaren van de 21e eeuw verschenen, werd M. andersoni bij gebrek aan materiaal niet opgenomen, maar Solari en Pine bepaalden met hun nieuwe materiaal de relevante kenmerken van M. andersoni en bekeken wat voor fylogenetische boom dat opleverde. M. andersoni bleek tot de groep soorten van Marmosa en Micoureus te behoren die zich dicht bij de stam van de boom bevonden. Hun resultaten waren als volgt:
|  | Marmosa robinsoni |
|  | |
|  | Marmosa mexicana |
|  | |
|  | Marmosa andersoni |
|  | |
|  | \| \| Cryptonanus \| \| \| \| \| \| Andere opossums (onder andere Didelphis, Gracilinanus en Monodelphis) \| \| \| \| |
|  | |
|  | Cryptonanus |
|  | |
|  | Andere opossums (onder andere Didelphis, Gracilinanus en Monodelphis)                                                 |
|  | |

|  | Cryptonanus                                                           |
|  |                                                                       |
|  | Andere opossums (onder andere Didelphis, Gracilinanus en Monodelphis) |
|  |                                                                       |

|  | Marmosa robinsoni |
|  | |
|  | Marmosa mexicana |
|  | |
|  | Marmosa andersoni |
|  | |
|  | \| \| Cryptonanus \| \| \| \| \| \| Andere opossums (onder andere Didelphis, Gracilinanus en Monodelphis) \| \| \| \| |
|  | |
|  | Cryptonanus |
|  | |
|  | Andere opossums (onder andere Didelphis, Gracilinanus en Monodelphis)                                                 |
|  | |

|  | Cryptonanus                                                           |
|  |                                                                       |
|  | Andere opossums (onder andere Didelphis, Gracilinanus en Monodelphis) |
|  |                                                                       |

|  | Marmosa robinsoni |
|  | |
|  | Marmosa mexicana |
|  | |
|  | Marmosa andersoni |
|  | |
|  | \| \| Cryptonanus \| \| \| \| \| \| Andere opossums (onder andere Didelphis, Gracilinanus en Monodelphis) \| \| \| \| |
|  | |
|  | Cryptonanus |
|  | |
|  | Andere opossums (onder andere Didelphis, Gracilinanus en Monodelphis)                                                 |
|  | |

|  | Cryptonanus                                                           |
|  |                                                                       |
|  | Andere opossums (onder andere Didelphis, Gracilinanus en Monodelphis) |
|  |                                                                       |

|  | Marmosa robinsoni |
|  | |
|  | Marmosa mexicana |
|  | |
|  | Marmosa andersoni |
|  | |
|  | \| \| Cryptonanus \| \| \| \| \| \| Andere opossums (onder andere Didelphis, Gracilinanus en Monodelphis) \| \| \| \| |
|  | |
|  | Cryptonanus |
|  | |
|  | Andere opossums (onder andere Didelphis, Gracilinanus en Monodelphis)                                                 |
|  | |

|  | Cryptonanus                                                           |
|  |                                                                       |
|  | Andere opossums (onder andere Didelphis, Gracilinanus en Monodelphis) |
|  |                                                                       |

Binnen de Marmosa/Micoureus-groep waren alle verwantschappen slecht ondersteund. Op basis van deze uitkomst bleven de auteurs M. andersoni in Marmosa plaatsten, hoewel ze de mogelijkheid Stegomarmosa als apart geslacht te erkennen behandelden en schreven datook Micoureus in Marmosa moest worden geplaatst als Stegomarmosa niet als apart geslacht werd erkend.